# Усть-Колба
Усть-Колба — село в Тисульском районе Кемеровской области. Входит в состав Листвянского сельского поселения.

## География
Центральная часть населённого пункта расположена на высоте 166 метров над уровнем моря.

## Население
По данным Всероссийской переписи населения 2010 года, в селе Усть-Колба проживает 514 человек (249 мужчин, 265 женщин).